# Châteauneuf-sur-Charente
Châteauneuf-sur-Charente és un municipi francès situat al departament del Charente i a la regió de la Nova Aquitània. L'any 2007 tenia 3.451 habitants.

## Demografia

### Població
El 2007 la població de fet de Châteauneuf-sur-Charente era de 3.451 persones. Hi havia 1.457 famílies de les quals 487 eren unipersonals (188 homes vivint sols i 299 dones vivint soles), 494 parelles sense fills, 359 parelles amb fills i 117 famílies monoparentals amb fills.
La població ha evolucionat segons el següent gràfic:
Habitants censats

### Habitatges
El 2007 hi havia 1.718 habitatges, 1.486 eren l'habitatge principal de la família, 53 eren segones residències i 179 estaven desocupats. 1.410 eren cases i 300 eren apartaments. Dels 1.486 habitatges principals, 921 estaven ocupats pels seus propietaris, 515 estaven llogats i ocupats pels llogaters i 51 estaven cedits a títol gratuït; 38 tenien una cambra, 93 en tenien dues, 258 en tenien tres, 439 en tenien quatre i 659 en tenien cinc o més. 980 habitatges disposaven pel capbaix d'una plaça de pàrquing. A 704 habitatges hi havia un automòbil i a 539 n'hi havia dos o més.

### Piràmide de població
La piràmide de població per edats i sexe el 2009 era:
| Homes | Edats   | Dones |
| ----- | ------- | ----- |
| 4     | 95 o +  | 28    |
| 12    | 90 a 94 | 60    |
| 36    | 85 a 89 | 100   |
| 28    | 80 a 84 | 52    |
| 72    | 75 a 79 | 120   |
| 104   | 70 a 74 | 128   |
| 88    | 65 a 69 | 124   |
| 100   | 60 a 64 | 104   |
| 76    | 55 a 59 | 80    |
| 88    | 50 a 54 | 104   |
| 144   | 45 a 49 | 152   |
| 120   | 40 a 44 | 144   |
| 84    | 35 a 39 | 104   |
| 80    | 30 a 34 | 48    |
| 100   | 25 a 29 | 88    |
| 113   | 20 a 24 | 101   |
| 116   | 15 a 19 | 116   |
| 96    | 10 a 14 | 84    |
| 44    | 5 a 9   | 60    |
| 52    | 0 a 4   | 40    |

## Economia
El 2007 la població en edat de treballar era de 1.965 persones, 1.445 eren actives i 520 eren inactives. De les 1.445 persones actives 1.290 estaven ocupades (692 homes i 598 dones) i 155 estaven aturades (69 homes i 86 dones). De les 520 persones inactives 214 estaven jubilades, 133 estaven estudiant i 173 estaven classificades com a «altres inactius».

### Ingressos
El 2009 a Châteauneuf-sur-Charente hi havia 1.508 unitats fiscals que integraven 3.319 persones, la mediana anual d'ingressos fiscals per persona era de 16.540 €.

### Activitats econòmiques
Dels 222 establiments que hi havia el 2007, 3 eren d'empreses extractives, 13 d'empreses alimentàries, 1 d'una empresa de fabricació de material elèctric, 11 d'empreses de fabricació d'altres productes industrials, 34 d'empreses de construcció, 53 d'empreses de comerç i reparació d'automòbils, 5 d'empreses de transport, 9 d'empreses d'hostatgeria i restauració, 10 d'empreses financeres, 11 d'empreses immobiliàries, 22 d'empreses de serveis, 30 d'entitats de l'administració pública i 20 d'empreses classificades com a «altres activitats de serveis».
Dels 73 establiments de servei als particulars que hi havia el 2009, 1 era una oficina d'administració d'Hisenda pública, 1 gendarmeria, 1 oficina de correu, 4 oficines bancàries, 4 funeràries, 7 tallers de reparació d'automòbils i de material agrícola, 1 taller d'inspecció tècnica de vehicles, 2 autoescoles, 4 paletes, 3 guixaires pintors, 9 fusteries, 7 lampisteries, 5 electricistes, 2 empreses de construcció, 9 perruqueries, 1 veterinari, 6 restaurants, 3 agències immobiliàries, 1 tintoreria i 2 salons de bellesa.
Dels 26 establiments comercials que hi havia el 2009, 2 eren supermercats, 2 grans superfícies de material de bricolatge, 1 una botiga de més de 120 m², 1 una botiga de menys de 120 m², 7 fleques, 2 carnisseries, 2 llibreries, 3 botigues de roba, 1 una botiga d'equipament de la llar, 1 una sabateria, 1 una joieria i 3 floristeries.
L'any 2000 a Châteauneuf-sur-Charente hi havia 43 explotacions agrícoles que ocupaven un total de 1.160 hectàrees.

## Equipaments sanitaris i escolars
El 2009 hi havia 1 hospital de tractaments de curta durada, 1 hospital de tractaments de mitja durada (seguiment i rehabilitació), 1 un hospital de tractaments de llarga durada, 3 farmàcies i 1 ambulància.
El 2009 hi havia 1 escola maternal i 2 escoles elementals. Châteauneuf-sur-Charente disposava d'un col·legi d'educació secundària amb 396 alumnes.

## Personatges il·lustres
- Ernest Monis (1846-1929), advocat i polític, president del Consell de Ministres francès el 1911

## Poblacions més properes
El següent diagrama mostra les poblacions més properes.